# كيلسي ويلسون
كيلسي ويلسون هو لاعب هوكي الجليد كندي، ولد في 22 يناير 1986 في سو ساينت ماري في كندا.

## وصلات خارجية
- كيلسي ويلسون على موقع دوري الهوكي الوطني (الإنجليزية)
- كيلسي ويلسون على موقع EliteProspects.com (الإنجليزية)
- كيلسي ويلسون على موقع HockeyDB.com (الإنجليزية)